# Adam Antczak
Adam Antczak (ur. 23 stycznia 1966 w Łodzi)  – polski lekarz, pulmonolog, kierownik Kliniki Pulmonologii Ogólnej i Onkologicznej Uniwersytetu Medycznego w Łodzi.

## Życiorys
W latach 1985–1991 studiował na Akademii Medycznej w Łodzi. 
Stopień doktora nauk medycznych uzyskał w 1994 na Wydziale Lekarskim Akademii Medycznej w Łodzi, a praca doktorska miała temat: Farmakologiczne możliwości obrony płuc przeciw oksydantom – badania in vitro i na zwierzętach doświadczalnych.  W 2005 habilitował się też na Uniwersytecie Medycznym w Łodzi (temat pracy: 
Markery zapalenia dróg oddechowych w kondensacie powietrza wydechowego). Nominację profesorską otrzymał w Belwederze z rąk prezydenta Bronisława Komorowskiego w 2014 roku.
Jego kariera zawodowa obejmowała: specjalizacje lekarskie z zakresu chorób wewnętrznych (1995) i pulmonologii  (2002). Odbył staż w Brompton Hospital w Londynie (1999-2001). Był stypendystą Fundacji na rzecz Nauki Polskiej (1995-1996), Fundacji Jakuba hr. Potockiego w Imperial College w Londynie (1999-2000).
Pracował w Szpitalu Klinicznym Nr 1 im. Norberta Barlickiego Akademii Medycznej w Łodzi (1991-1993), a następnie w Klinice Pneumonologii i Alergologii tej Akademii (1994-1998), kierował Pracownią Bronchologii Kliniki Pneumonologii i Alergologii AM w Łodzi oraz Poradnią Chorób Układu Oddechowego.
W latach 2006–2008 pełnił funkcję prodziekana ds. nauki, a potem (od 2008) dziekana Wydziału Lekarskiego Uniwersytetu Medycznego w Łodzi. W kadencji 2016-2020 Adam Antczak jest prorektorem ds. klinicznych Uniwersytetu Medycznego w Łodzi.
Działalność dydaktyczna – promotor 6 rozpraw doktorskich. Recenzent 17 doktoratów i 2 habilitacji.
W swojej pracy badawczej zajmuje się nieinwazyjnymi metodami badania układu oddechowego, mechanizmami zapalenia dróg oddechowych. Aktywnie uczestniczy w propagowaniu szczepień przeciw grypie; przewodniczy Ogólnopolskiemu Programowi Zwalczania Grypy. Jest autorem kilkuset opublikowanych prac naukowych oraz autorem lub współautorem kilku książek (m.in.: monografii „Grypa”, „Leczenie przeciwbakteryjne”).

## Uznanie, nagrody i wyróżnienia
- członek Polskiego Towarzystwa Chorób Płuc (1999-), w prezydium Zarządu Głównego PTChP (2006-)
- członek Polskiego Towarzystwa Alergologicznego (1995-)
- członek European Respiratory Society (1995-)
- American Thoracic Society (1995-)

Otrzymał nagrody:
- European Respiratory Society za pracę naukową (1998)
- Konferencji Rektorów i PAN w Łodzi

W 2021 został odznaczony Złotym Krzyżem Zasługi.